# Bítovské rybníky
Bítovské rybníky nebo také rybníky ve Vesníku je soustava čtyř malých rybníků v údolí jižně od obce Bítov a západně od Bítovského hřbitova v okrese Nový Jičín v Moravskoslezském kraji v chráněné krajinné oblasti - Přírodním parku Oderské vrchy a ve Vítkovské vrchovině.

## Další informace
Přítokem a odtokem Bítovských rybníků je bezejmenný vodní tok, který je přítokem potoka Jamník patřící do povodí říčky Sezina z povodí řeky Bílovka a veletoku Odry. Stavba 1. rybníka začala v březnu roku 1968 a úspěšně skončila v roce 1971. V letech 1975 až 1977 se postavil 2. rybník a v roce 1980 byl postaven 3. rybník. Přívalové nánosy nečistot vyvolaly potřebu stavby 4. rybníka, který byl postaven v roce 1990. Rybníky spravuje zapsaný spolek Místní rybáři Bítov, který se zaměřuje na chov a rekreační rybolov ryb a také výchovu mladých rybářů. Občasně jsou zde také pořádány kulturní a společenské akce, z nichž nejznámější jsou tradiční srpnové Rybí hody, jejichž 45. ročník se konal v roce 2022. Koupání je s omezeními povoleno jen ve 3. rybníce. Nad rybníky začíná/končí naučná stezka Údolím Jamníku.

## Galerie

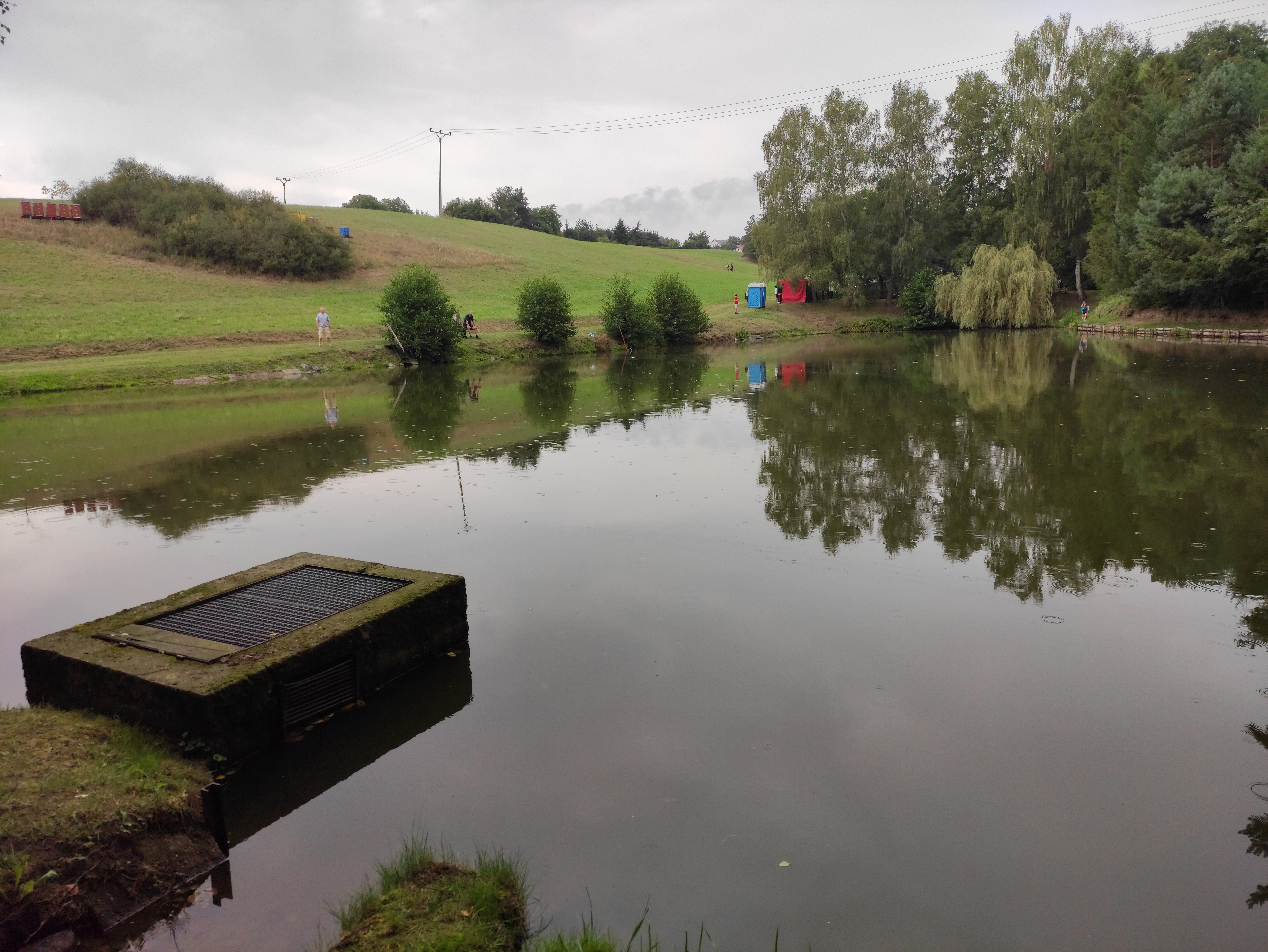
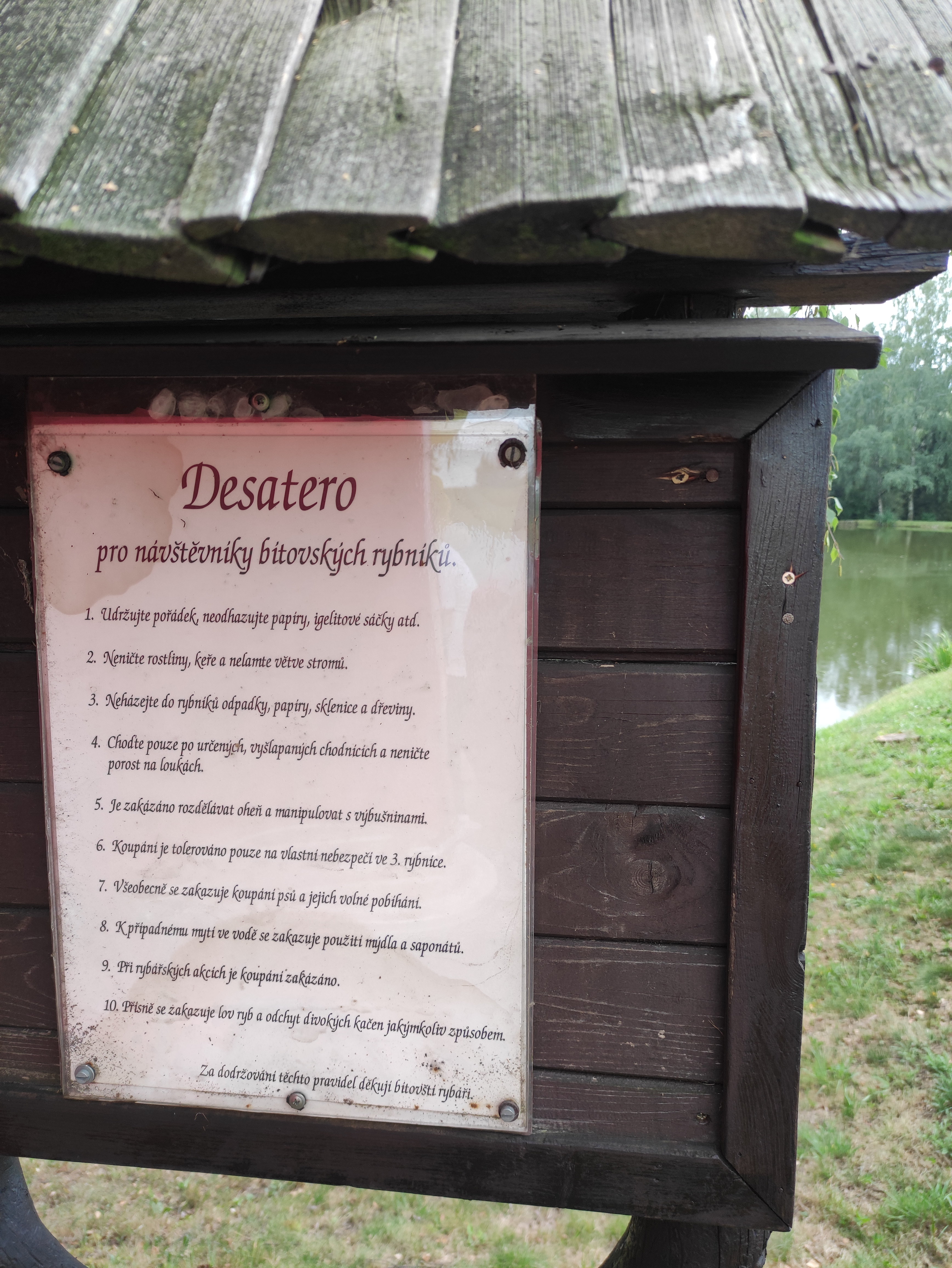
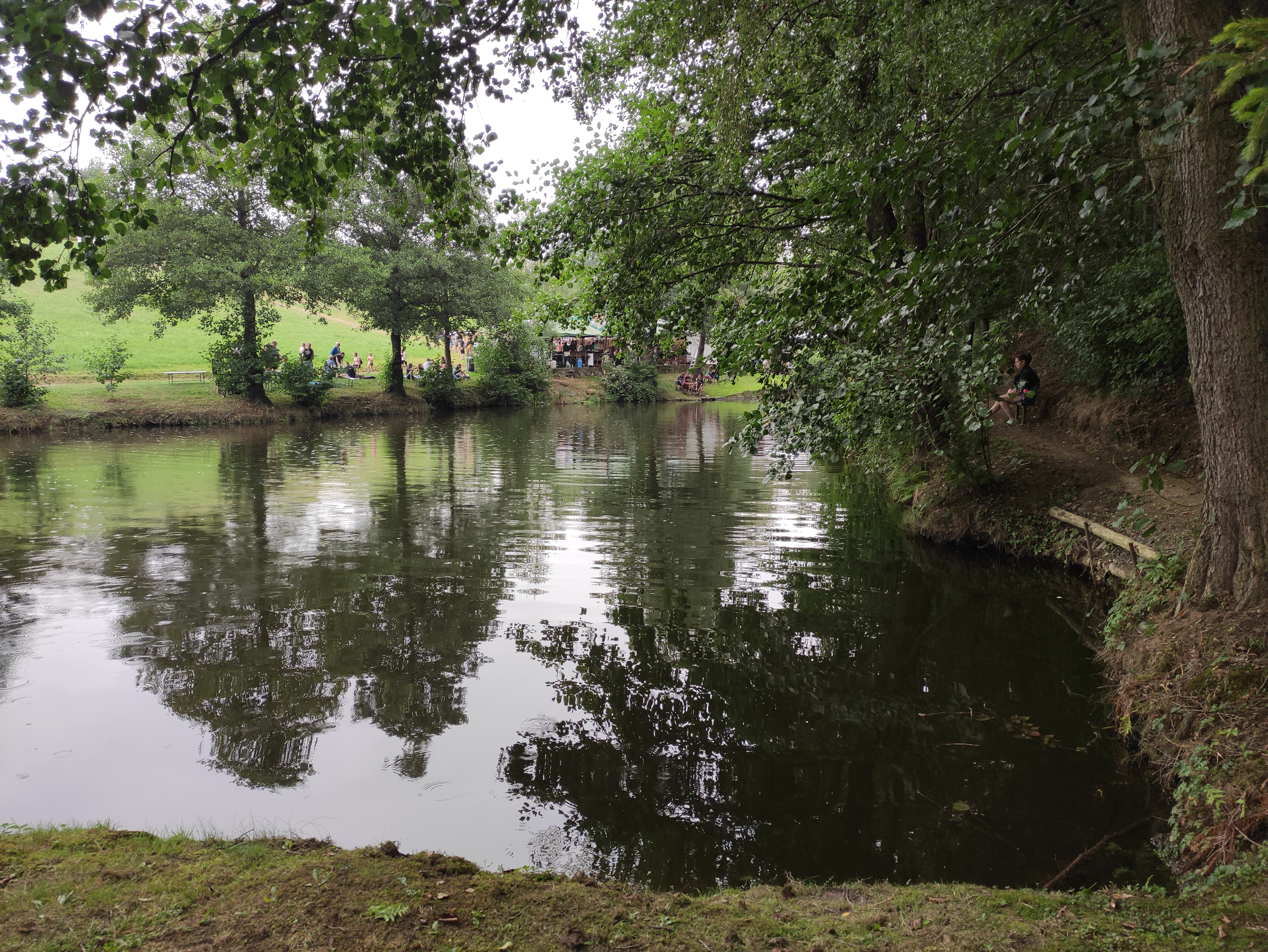
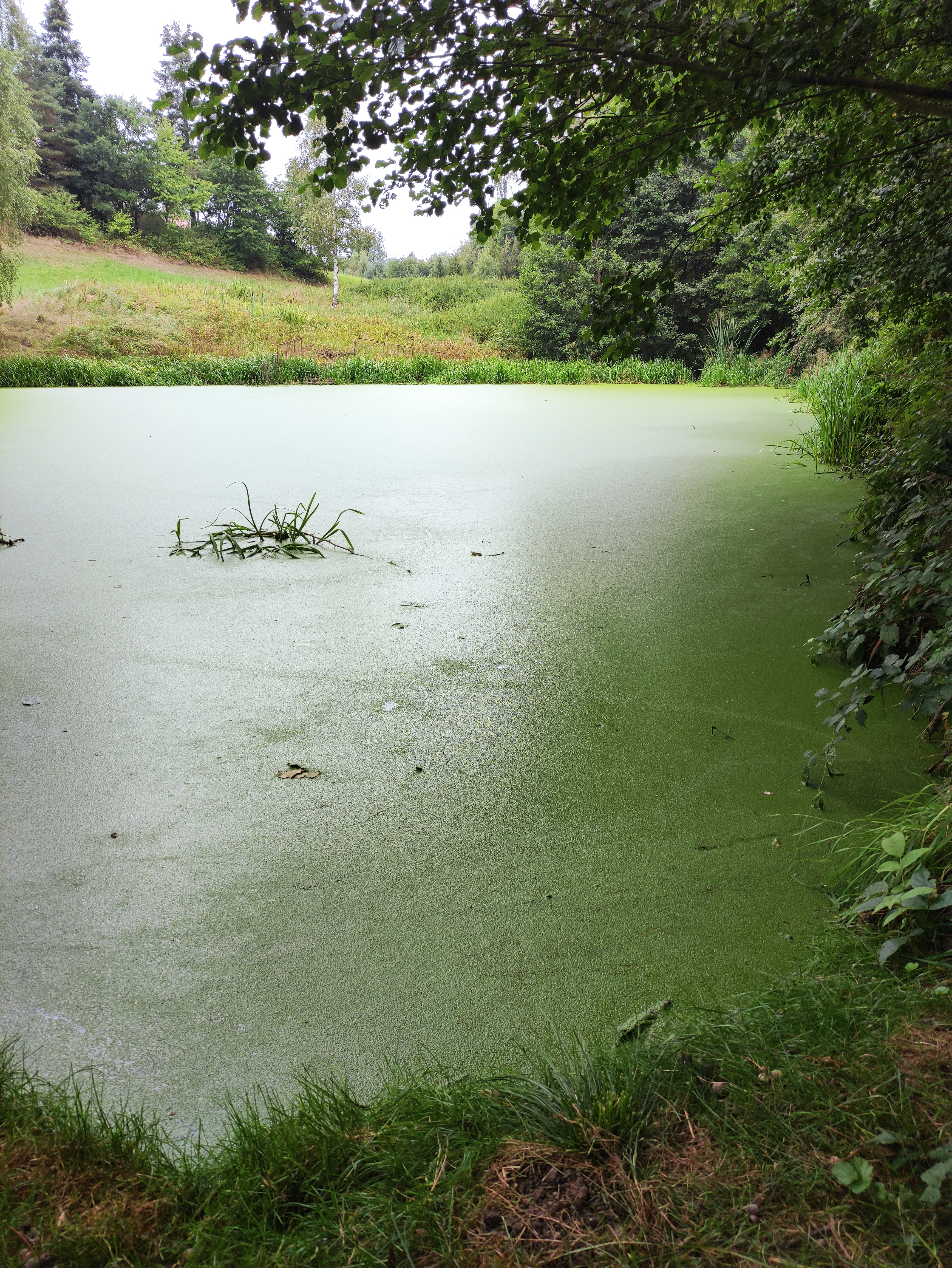
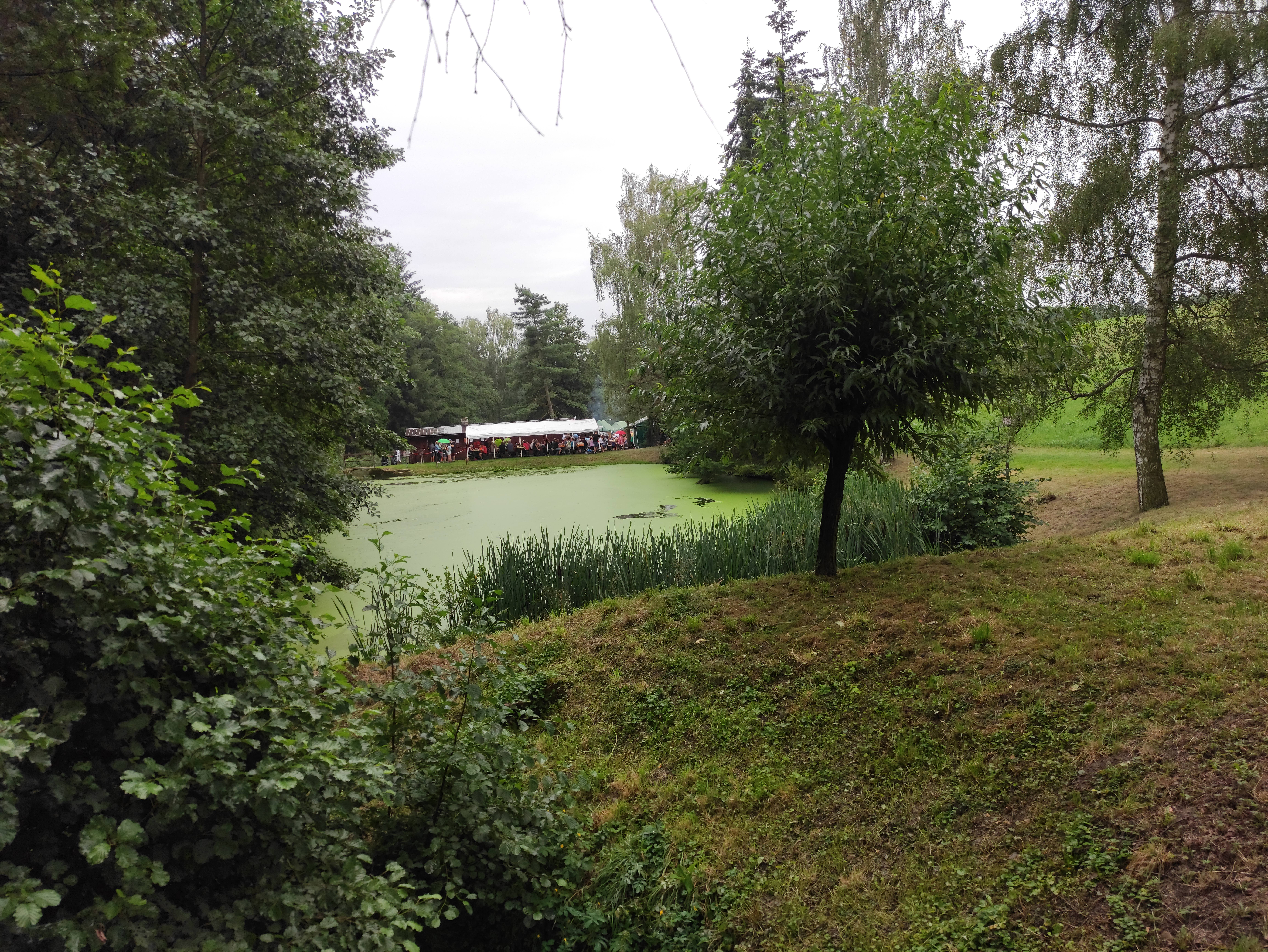
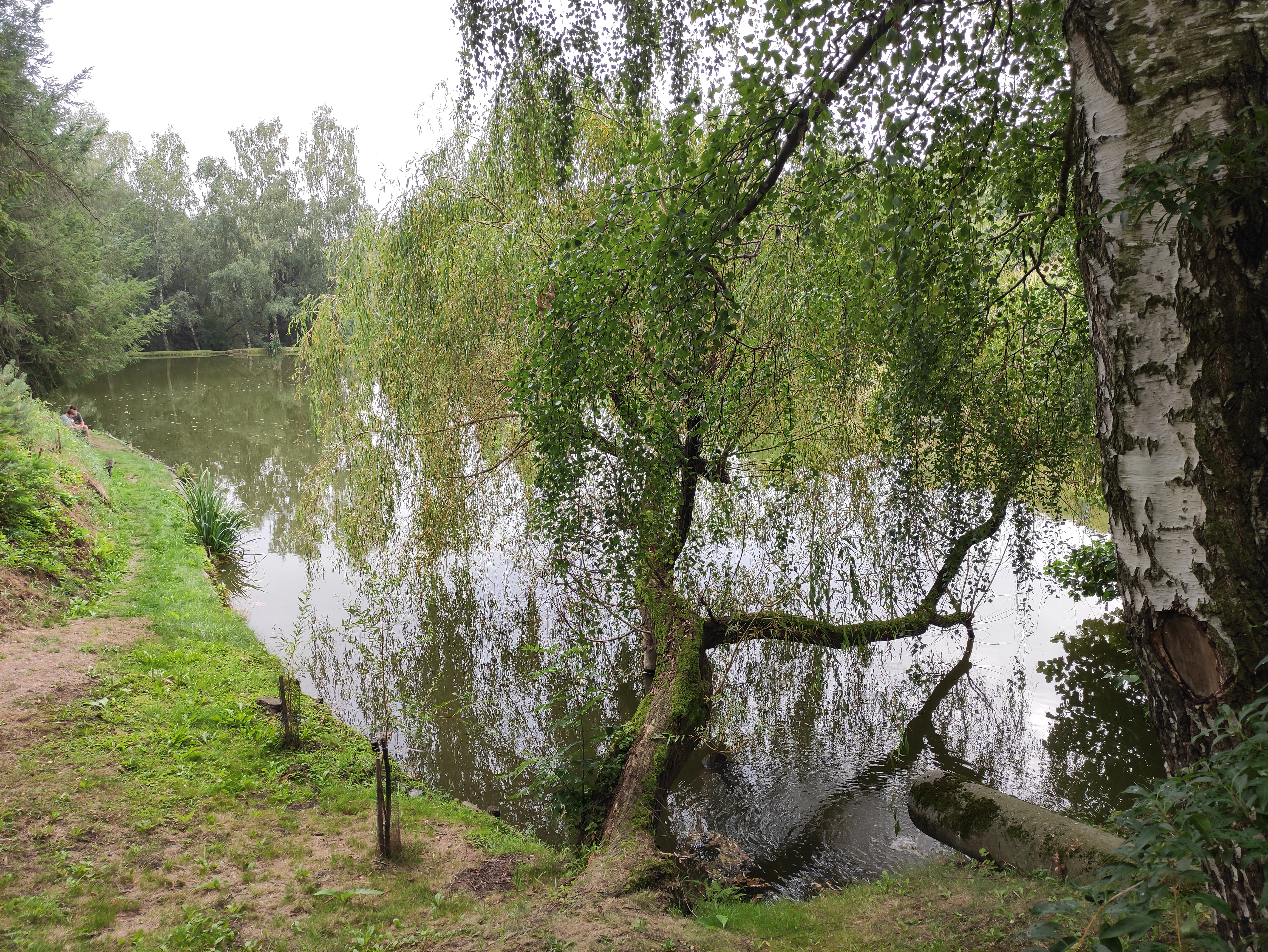
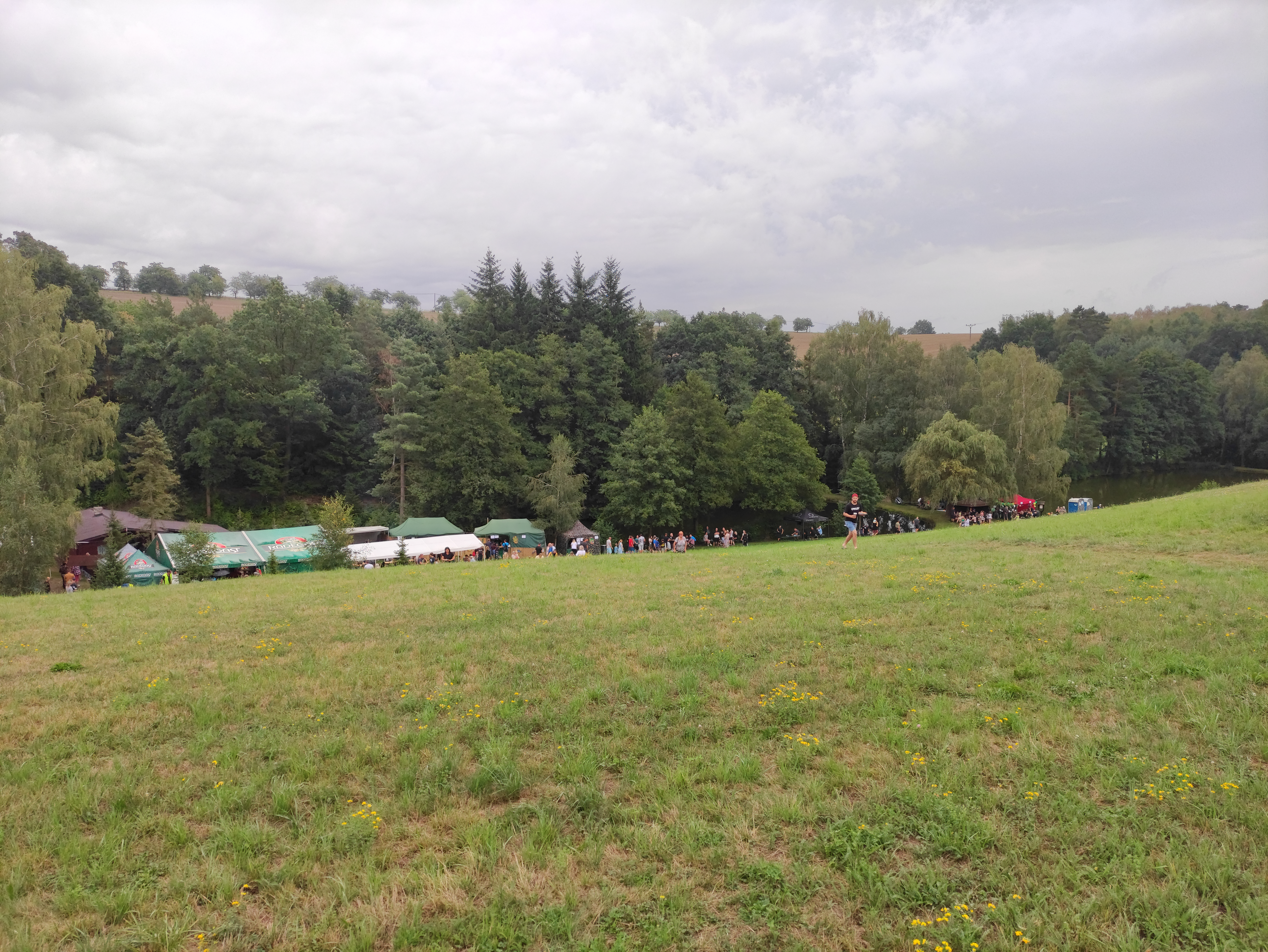